# Севрен (Мериленд)
Севрен (енгл. Severn) насељено је место без административног статуса у америчкој савезној држави Мериленд.

## Демографија
По попису из 2010. године број становника је 44.231, што је 9.155 (26,1%) становника више него 2000. године.
| Група             | 2000.          | 2010.          |
| Белци             | 19.106 (54,5%) | 21.538 (48,7%) |
| Афроамериканци    | 12.124 (34,6%) | 14.818 (33,5%) |
| Азијати           | 1.504 (4,3%)   | 3.454 (7,8%)   |
| Хиспаноамериканци | 1.390 (4,0%)   | 2.775 (6,3%)   |
| Укупно            | 35.076         | 44.231         |